# Karl Lindemann-Frommel
Pour les articles homonymes, voir Lindemann et Frommel.
Karl August Lindemann-Frommel, né le 19 août 1819 à Sainte-Marie-aux-Mines dans le Haut-Rhin et mort le 16 mai 1891 à Rome, est un peintre paysagiste et lithographe franco-allemand. 

## Biographie
Karl August Lindemann-Frommel naît le 19 août 1819 à Sainte-Marie-aux-Mines,. Il est le quatrième enfant de Karl August Philipp Lindemann (1776-1828) et de Catharina Philippina Frommel (1787-1841). Son père, propriétaire d'une usine, meurt quand il a neuf ans. La garde est reprise par son oncle Carl Ludwig Frommel, qui est professeur de peinture et de gravure sur cuivre à Karlsruhe et directeur de la Staatliche Kunsthalle Karlsruhe. Karl Lindemann-Frommel apprend le métier d'artiste auprès de Carl Ludwig Frommel, qui l'adopte ensuite. Son deuxième professeur influent est Carl Rottmann.
De 1844 à 1849 il traverse l'Italie, qui devient plus tard son pays d'adoption. À Rome, il devient membre fondateur de l'Association allemande des artistes en 1845. Il rencontre Karl Christian Andreae, de quatre ans son cadet, et l'incite à étudier les paysages italiens. Il vit ensuite à Munich et à Paris, où il approfondit sa peinture à l'huile. Le 25 novembre 1851, il épouse Auguste Luise Karoline Freiin von Racknitz (1826-1876) à Heinsheim, dans le grand-duché de Bade. En 1852, son fils Manfred Lindemann-Frommel naît à Munich. Il hérite du talent et de la profession de son père et devient plus tard peintre de marine, architecte et professeur d'art.
En 1856, Karl Lindemann-Frommel s'installe à Rome, où, en 1878, il est nommé professeur à l'Accademia di San Luca. Il vit et travaille à Rome jusqu'à sa mort en 1891.

## Œuvres

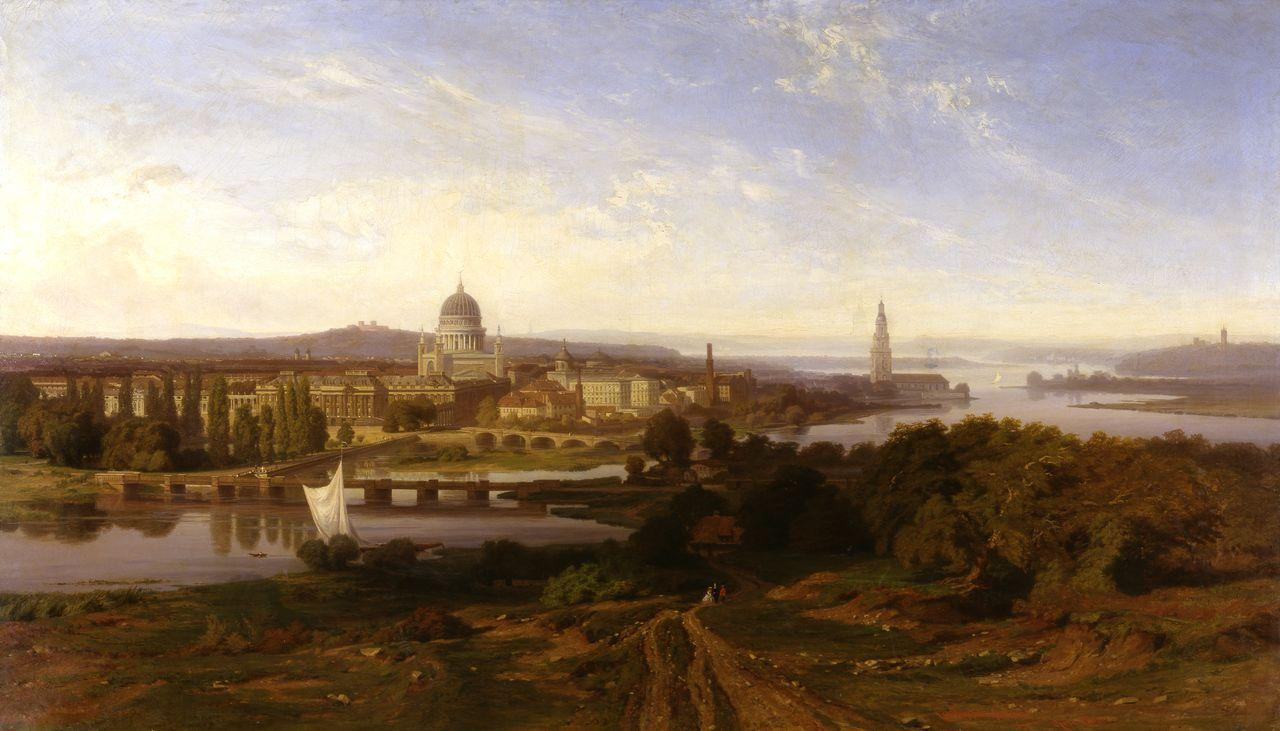
Blick auf die Stadt Potsdam vom Brauhausberg (« Vue de Potsdam depuis Brauhausberg »), huile sur toile, 1861, prêtée au Potsdam Museum par la Alte Nationalgalerie.

Un grand nombre de dessins de paysages, de lithographies, de peintures à l'huile et d'aquarelles de Lindemann-Frommel nous sont parvenus. Au XIXe siècle, il était considéré comme l'un des meilleurs peintres paysagistes allemands et était comparé à Oswald Achenbach. Cependant, le travail de Lindemann n'a jamais été considéré comme novateur ni particulièrement influent, ce qui explique pourquoi il est presque oublié aujourd'hui. 
Le Meyers Konversations-Lexikon de 1908 écrit sur lui :

« Comme fruit de ses [...] études [en Italie], il publia une série de vues de Rome, Naples, Florence etc. en lithographies partiellement colorées (Leipz. 1851 ss.), qui devaient être suivies en 1858 de feuilles lithographiées d'après des motifs des marais de Pontine et de 24 vues de Potsdam. [...] Les plus importantes de ses peintures à l'huile de conception romantique et au coloris brillant sont : Klosterhof à Albano, La Spezia (Kunsthalle à Karlsruhe), Villa Mattei, plage de Viareggio, de Capri, sur le lac Nemi, les palais impériaux à Rome, Rocca di Papa, Villa Melini dans la Campagne. Il a également dessiné des illustrations pour la gravure sur bois (par exemple pour "Capri" de Gregorovius). »

En Italie il fit, outre des esquisses et des lithographies en partie colorifiées, un certain nombre de tableaux : Tivoli, Lac Nemi, Golfe de Salerne, Vallée de la Campagna, Cour du cloître d'Albano, la Spezia et Marais Pontins.
Le musée de Francfort conserve de lui : Sur le chemin de Sorente, et celui de Strasbourg : Dans l'ile de Capri.
La vaste succession du peintre est en possession du Musée Martin von Wagner de l'Université de Würzburg depuis 2003.